# Дубина (река)
Дубина — река в России, протекает по территории Псковского района Псковской области. Устье реки находится в 8 км по правому берегу реки Многа. Длина реки — 41 км, площадь водосборного бассейна — 176 км².

## Данные водного реестра
По данным государственного водного реестра России относится к Балтийскому бассейновому округу, водохозяйственный участок реки — Великая. Относится к речному бассейну реки Нарва (российская часть бассейна).
Код объекта в государственном водном реестре — 01030000212102000029119.